# أحمد أباد عليا (تكاب)
أحمد أباد عليا هي قرية في مقاطعة تكاب، إيران. عدد سكان هذه القرية هو 471 في سنة 2006.